# Melitta Bentz
Amalie Auguste Melitta Bentz, nemška podjetnica in izumiteljica, * 31. januar 1873, Dresden, † 29. junij 1950, Porta Westfalica. 
Bentzova je ustanoviteljica podjetja Melitta, ki se še danes ukvarja s proizvodnjo filtrov za kavo. Bentzova je patent za kavni filter pridobila 20. junija 1908, 15. decembra istega leta pa je ustanovila podjetje in začela s prodajo. Podjetje obstaja še danes in je še vedno v lasti družine.